# شعران
شعران یا علف قلیاب (به انگلیسی: Halogeton)،سرده‌ای گیاهی از تیره تاج‌خروسیان است. نام سرده Halogeton از کلمه یونانی نمک و همسایه مشتق شده است.

## توصیف
سرده شعران هم گونه یک‌ساله و هم پایا دارد.برگ‌های استوانه‌ای گوشتی هستند که به پرزی مقاوم یا غیرمقاوم منتهی می‌شوند.در محور هر برگ گلدار چندین گل با هم سه برگ دارند.بخشهای بیرونی گل دارای غشا هستند.